# Owyhee (Nevada)
Owyhee es un lugar designado por el censo ubicado en el condado de Elko en el estado estadounidense de Nevada. En el año 2000 tenía una población de 1.017 habitantes y una densidad poblacional de 1,8 personas por km². Se encuentra al norte del estado, junto a la frontera con Idaho, sobre la orilla derecha del río homónimo, un afluente del Snake que, a su vez, es afluente del Columbia.

## Geografía

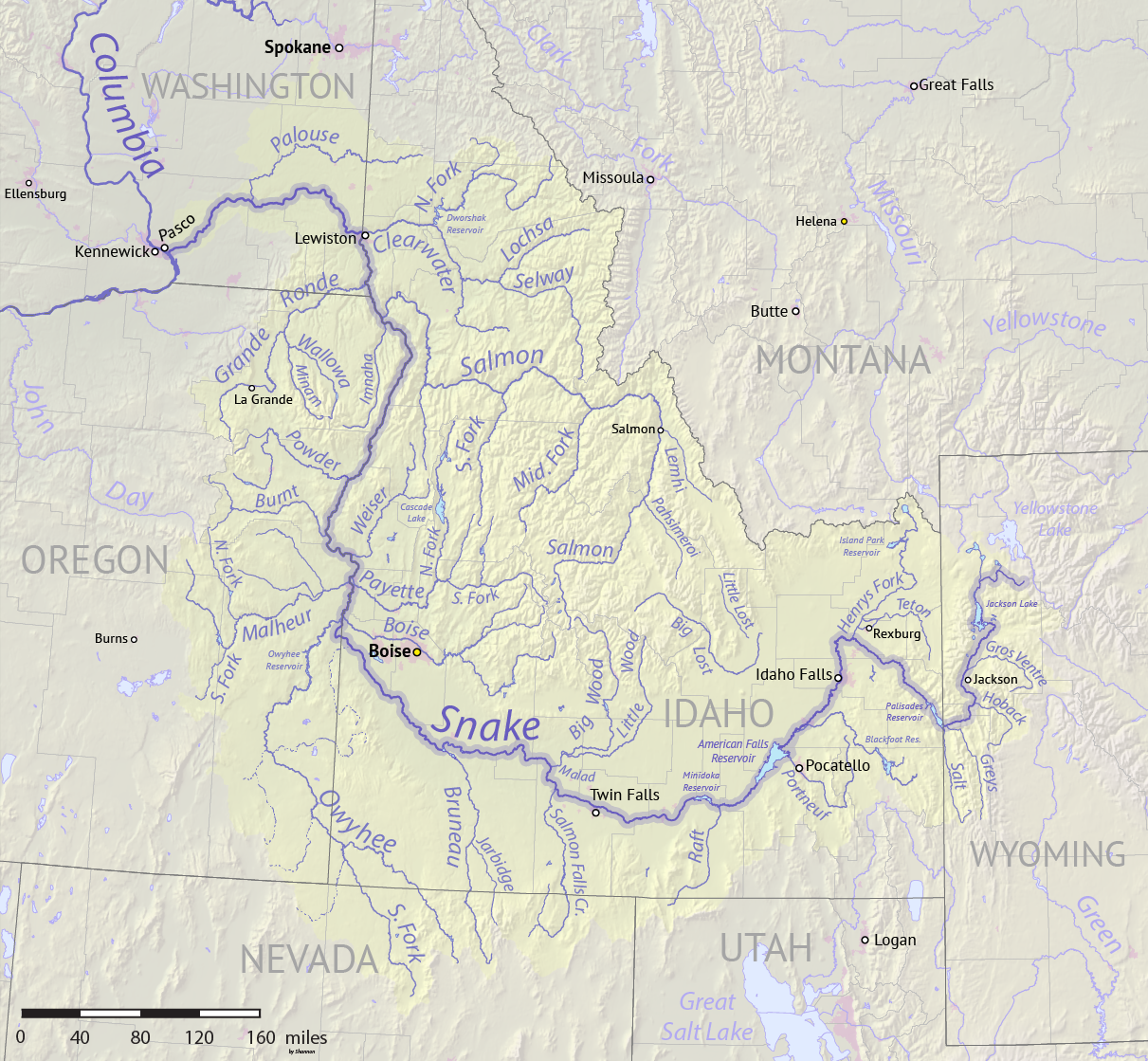
Mapa del río Snake donde aparece Owihee sobre el río Owihee, abajo

Owyhee se encuentra ubicado en las coordenadas 41°56′53″N 116°8′7″O / 41.94806, -116.13528.

## Demografía
Según la Oficina del Censo en 2000 los ingresos medios por hogar en la localidad eran de $23.214, y los ingresos medios por familia eran $28.846. Los hombres tenían unos ingresos medios de $31.250 frente a los $27.917 para las mujeres. La renta per cápita para la localidad era de $9.869. Alrededor del 32,4% de la población estaban por debajo del umbral de pobreza.